# A.T.'s Delight
A.T.'s Delight è un album di Art Taylor, pubblicato dalla Blue Note Records nel 1960. Il disco fu registrato il 6 agosto 1960 al "Rudy Van Gelder Studio" di Englewood Cliffs, New Jersey (Stati Uniti).

## Tracce
Lato A
1. Syeeda's Song Flute – 6:34 (John Coltrane)
2. Epistrophy – 6:51 (Kenny Clarke, Thelonious Monk)
3. Move – 5:47 (Denzil Best)

Lato B
1. High Seas – 6:47 (Kenny Dorham)
2. Cookoo and Fungi – 5:31 (Art Taylor)
3. Blue Interlude – 5:20 (Kenny Dorham)

## Musicisti
- Art Taylor - batteria
- Stanley Turrentine - sassofono tenore
- Dave Burns - tromba (tranne nel brano: B2)
- Wynton Kelly - pianoforte (tranne nel brano: B2)
- Paul Chambers - contrabbasso
- "Potato" Valdez - congas (nei brani: A2, A3 & B2)